# Bregmaceros atlanticus
Bregmaceros atlanticus en havslevande fisk i ordningen torskartade fiskar som finns i de tropiska delarna av Atlanten.

## Utseende
Bregmaceros atlanticus är en liten fisk, den kan som mest bli knappt 7 cm lång. Huvudet har en rundad nos och stora ögon, medan kroppen är brunaktig på ovansidan med silverfärgad buksida. Aten har två ryggfenor, men den första består enbart av en enda, lång fenstråle, placerad långt fram på ryggen. Den andra är lång men låg, även om de främre och bakre partierna är högre. Även analfenan har ett motsvarande utseende som den andra ryggfenan. Bröstfenorna är påtagligt långa. Totalt har ryggfenorna 49 till 57 mjukstrålar, och analfenan 49 till 60.

## Vanor
Arten är en pelagisk fisk som framför allt lever pelagiskt i djupare vatten. Litet är känt om artens djupförhållanden, men fynd av arten i magen på predatorer som lever i de övre vattenlagren visar att den kan gå upp till åtminstone 100 meters djup. Födan består främst av kräftdjur, men den kan också ta växt- och djurplankton.

## Utbredning
Fisken förekommer i de subtropiska och tropiska delarna av Atlanten. I östra Atlanten finns den från Madeira till Angola, i den västra delen från New Jersey till Mexikanska golfen, Franska Guyana, Surinam och Guyana.